# Jaren Jackson Jr.
Jaren Walter Jackson Jr. (Carmel, 1999. szeptember 15. –) amerikai válogatott kosárlabdázó, a Memphis Grizzlies játékosa a National Basketball Associationben (NBA). Beceneve Block Panther (magyarul: Blokk Párduc).
Középiskolai éveiben kétszeres állami bajnok lett, második iskolájában ismerkedett meg Jordan Poole-lal és kezdő volt. Egyetemen a Michigan State Spartans játékosa volt, megválasztották az év védekező játékosának és az év elsőévesének is.
A negyedik helyen választotta a 2018-as NBA-drafton a Memphis Grizzlies. Ahogy teltek az évek, egyre jobb védő lett, főleg blokkolási képességei emelkedtek ki. 2023-ban pályafutása során először megválasztották All Starnak, ugyanebben az évben megnyerte az Év védekező játékosa díjat is. Sorozatban két szezonban is neki volt a legtöbb blokkja az NBA-ben.

## Statisztika

### Egyetem
| Év        | Csapat                  | JM | KM | JP/M | MG%  | 3P%  | BD%  | LP/M | GP/M | L/M | B/M | P/M  |
| --------- | ----------------------- | -- | -- | ---- | ---- | ---- | ---- | ---- | ---- | --- | --- | ---- |
| 2017–2018 | Michigan State Spartans | 33 | 32 | 22,2 | .520 | .396 | .797 | 5,8  | 1,2  | 0,6 | 3,2 | 11,3 |

### NBA

#### Alapszakasz
| Év        | Csapat            | JM  | KM  | JP/M | MG%  | 3P%  | BD%  | LP/M | GP/M | L/M | B/M  | P/M  |
| --------- | ----------------- | --- | --- | ---- | ---- | ---- | ---- | ---- | ---- | --- | ---- | ---- |
| 2018–2019 | Memphis Grizzlies | 58  | 56  | 26,1 | .506 | .359 | .766 | 4,7  | 1,1  | 0,9 | 1,4  | 13,8 |
| 2019–2020 | Memphis Grizzlies | 57  | 57  | 28,5 | .469 | .394 | .747 | 4,6  | 1,4  | 0,7 | 1,6  | 17,4 |
| 2020–2021 | Memphis Grizzlies | 11  | 4   | 23,5 | .424 | .283 | .833 | 5,6  | 1,1  | 1,1 | 1,6  | 14,4 |
| 2021–2022 | Memphis Grizzlies | 78  | 78  | 27,3 | .415 | .319 | .823 | 5,8  | 1,1  | 0,9 | 2,3* | 16,3 |
| 2022–2023 | Memphis Grizzlies | 63  | 63  | 28,4 | .506 | .355 | .788 | 6,8  | 1,0  | 1.0 | 3,0* | 18,6 |
| 2023–2024 | Memphis Grizzlies | 66  | 66  | 32,2 | .444 | .320 | .808 | 5,5  | 2,3  | 1,2 | 1,6  | 22,5 |
| 2024–2025 | Memphis Grizzlies | 74  | 74  | 29,8 | .488 | .375 | .781 | 5,6  | 2,0  | 1,2 | 1,5  | 22,2 |
| Karrier   | Karrier           | 407 | 398 | 28,6 | .466 | .351 | .792 | 5,5  | 1,5  | 1,0 | 1,9  | 18,5 |
| All Star  | All Star          | 2   | 0   | 8,0  | .556 | .000 | –    | 1,5  | 1,0  | 0,5 | 1,0  | 5,0  |

#### Play-in
| Év      | Csapat            | JM | KM | JP/M | MG%  | 3P%  | BD%   | LP/M | GP/M | L/M | B/M | P/M  |
| ------- | ----------------- | -- | -- | ---- | ---- | ---- | ----- | ---- | ---- | --- | --- | ---- |
| 2021    | Memphis Grizzlies | 2  | 2  | 22,9 | .333 | .375 | .818  | 3,0  | 2,0  | 0,5 | 1,5 | 10,0 |
| 2025    | Memphis Grizzlies | 2  | 2  | 37,5 | .485 | .571 | 1.000 | 6,5  | 4,0  | 0,5 | 0,5 | 21,0 |
| Karrier | Karrier           | 4  | 4  | 30,2 | .444 | .524 | .846  | 4,8  | 3,0  | 0,5 | 1,0 | 15,5 |

#### Rájátszás
| Év      | Csapat            | JM | KM | JP/M | MG%  | 3P%  | BD%  | LP/M | GP/M | L/M | B/M | P/M  |
| ------- | ----------------- | -- | -- | ---- | ---- | ---- | ---- | ---- | ---- | --- | --- | ---- |
| 2021    | Memphis Grizzlies | 5  | 5  | 27,4 | .426 | .286 | .875 | 5,6  | 1,0  | 1,0 | 1,2 | 13,6 |
| 2022    | Memphis Grizzlies | 12 | 12 | 27,7 | .378 | .375 | .755 | 6,8  | 0,9  | 0,8 | 2,5 | 15,4 |
| 2023    | Memphis Grizzlies | 6  | 6  | 36,7 | .422 | .280 | .861 | 7,8  | 1,5  | 1,0 | 2,0 | 18,0 |
| 2025    | Memphis Grizzlies | 4  | 4  | 34,3 | .379 | .273 | .850 | 5,0  | 1,5  | 1,0 | 0,5 | 16,0 |
| Karrier | Karrier           | 27 | 27 | 30,6 | .396 | .331 | .816 | 6,5  | 1,1  | 0,9 | 1,9 | 15,7 |